# Liandro Martis
Liandro Rudwendry Felipe Martis (Willemstad, 13 november 1995) is een Nederlands-Curaçaos voetballer die als aanvaller speelt.

## Carrière
Liandro Martis speelde in de jeugd van RKSV Scherpenheuvel en Feyenoord. Via Jong Willem II en stages bij AFC Eskilstuna, Buxton FC, Tranmere Rovers FC en Oldham Athletic AFC kwam hij in 2016 in de jeugdopleiding van Leicester City FC terecht, waar hij tot februari 2019 speelde. Met Leicester City onder 23 speelde hij drie wedstrijden in het toernooi om de EFL Trophy. In de zomer van 2018 leverde een proefperiode bij het Cypriotische Enosis Neon Paralimni geen contract op, dus bleef hij bij Leicester. In februari 2019 vertrok Martis transfervrij naar Macclesfield Town FC, wat uitkomt in de League Two. Hij debuteerde in het betaald voetbal voor Macclesfield op 9 februari 2019, in de met 3-3 gelijkgespeelde thuiswedstrijd tegen Crewe Alexandra FC. Hij speelde in totaal zes wedstrijden voor Macclesfield voor zijn contract afliep. Hierna was hij een jaar clubloos, waarna hij via het Cypriotische Onisilos Sotira 2014 en het Bulgaarse PFK Montana in 2022 bij Spartak Varna op het hoogste niveau van Bulgarije uitkwam.

### Statistieken
| Seizoen                    | Club                  | Land           | Competitie     | Competitie | Competitie | Beker | Beker | Overig | Overig | Totaal | Totaal |
| Seizoen                    | Club                  | Land           | Competitie     | Wed.       | Dlp.       | Wed.  | Dlp.  | Wed.   | Dlp.   | Wed.   | Dlp.   |
| -------------------------- | --------------------- | -------------- | -------------- | ---------- | ---------- | ----- | ----- | ------ | ------ | ------ | ------ |
| 2017/18                    | Leicester City FC –23 | Engeland       | –              | –          | –          | –     | –     | 1      | 0      | 1      | 0      |
| 2018/19                    | Leicester City FC –23 | Engeland       | –              | –          | –          | –     | –     | 2      | 0      | 2      | 0      |
| 2018/19                    | Macclesfield Town FC  | Engeland       | League Two     | 6          | 0          | 0     | 0     | 0      | 0      | 6      | 0      |
| 2021/22                    | PFK Montana           | Bulgarije      | Vtora Liga     | 27         | 3          | 3     | 0     | –      | –      | 30     | 3      |
| 2022/23                    | Spartak Varna         | Bulgarije      | Parva Liga     | 0          | 0          | 0     | 0     | –      | –      | 0      | 0      |
| Carrièretotaal             | Carrièretotaal        | Carrièretotaal | Carrièretotaal | 33         | 3          | 3     | 0     | 3      | 0      | 39     | 3      |
| Bijgewerkt op 28 juni 2022 |                       |                |                |            |            |       |       |        |        |        |        |

### Interlandcarrière
Liandro Martis speelde in vertegenwoordigende jeugdelftallen van de Nederlandse Antillen en later Curaçao. In 2012 werd hij geselecteerd voor het Curaçaos voetbalelftal, waar hij op 14 juli 2012 debuteerde in de met 3-2 verloren uitwedstrijd tegen Aruba in het ABCS-Toernooi.
| Interlands van Liandro Martis voor Curaçao | Interlands van Liandro Martis voor Curaçao | Interlands van Liandro Martis voor Curaçao | Interlands van Liandro Martis voor Curaçao | Interlands van Liandro Martis voor Curaçao | Interlands van Liandro Martis voor Curaçao | Interlands van Liandro Martis voor Curaçao |
| №                                          | Datum                                      | Wedstrijd                                  | Uitslag                                    | Soort wedstrijd                            | Doelpunten                                 |                                            |
| Als speler bij RKSV Scherpenheuvel         | Als speler bij RKSV Scherpenheuvel         | Als speler bij RKSV Scherpenheuvel         | Als speler bij RKSV Scherpenheuvel         | Als speler bij RKSV Scherpenheuvel         | Als speler bij RKSV Scherpenheuvel         | Als speler bij RKSV Scherpenheuvel         |
| ------------------------------------------ | ------------------------------------------ | ------------------------------------------ | ------------------------------------------ | ------------------------------------------ | ------------------------------------------ | ------------------------------------------ |
| 1.                                         | 14 juli 2012                               | Aruba – Curaçao                            | 3 – 2                                      | ABCS-Toernooi 2012                         | 0                                          |                                            |